# 鶴見検車場
鶴見検車場（つるみけんしゃじょう）は、大阪府大阪市鶴見区浜1丁目2番地6にある大阪市高速電気軌道の検車場である。

## 概要
主に大阪市高速電気軌道長堀鶴見緑地線の車両の留置、検査を担当する施設である。
1990年（平成2年）3月20日に鶴見緑地線（当時）の京橋 - 鶴見緑地間の開業とともに開設された。その後、1996年（平成8年）12月11日に心斎橋へ同線が延伸開業した際に4両編成27本が収容出来る規模へと拡張工事が行われ、現在に至る。
当検車場は長堀鶴見緑地線の車両以外にも、今里筋線の車両の検査も行っており、場内には鶴見緑地北車庫とを結ぶ連絡線が1本存在する。約2km
施設は鶴見緑地東南の地下に存在し、外周部は吹き抜けとなっている。屋上は鶴見緑地庭球場として活用されている。
大阪市交通局の民営化に伴い、2018年4月1日に大阪市高速電気軌道に譲渡されている。

## 所属車両
- 70系（1990年1月 - 現在）
- 80系（2005年12月 - 現在）
- 計42編成168両あり、70系は25編成100両、80系は17編成68両在籍する。
- 長堀鶴見緑地線運用は26編成104両、今里筋線運用は16編成64両。